# Lindomar Amaro
Lindomar Jesús Amaro Bustamante (estado Cojedes, Venezuela, 1997-cárcel de Tocorón, Venezuela, 3 de mayo de 2025) fue un mototaxista y obrero venezolano. Lindomar fue arrestado por funcionarios de la Policía Nacional Bolivariana (PNB) el 29 de julio de 2024 mientras se dirigía a su casa en una motocicleta. Durante su detención fue recluido en celdas de castigo, donde fue sometido a tratos crueles y a tortura psicológica, e intentó suicidarse. El Comité por la Libertad de los Presos Políticos (CLIPPVE) anunció que Lindomar falleció bajo custodia el 3 de mayo de 2025, reportado como un suicidio, aunque las autoridades no se han pronunciado al respecto. Organizaciones de derechos humanos y partidos políticos lamentaron la muerte, responsabilizaron al Estado venezolano por ella, y condenaron las condiciones de reclusión en la cárcel de Tocorón, así como otros centros penitenciarios.

## Detención y muerte
El 29 de julio de 2024, el día después de las elecciones presidenciales de Venezuela el mismo año y durante las protestas poselectorales, Lindomar fue arrestado por funcionarios de la Policía Nacional Bolivariana (PNB) en el estado Cojedes mientras se dirigía a su casa en una motocicleta. Según el parte militar de julio de 2024 fue acusado de los cargos de «incitación al odio, hostigamiento y tenencia de arma de guerra», que señaló que tenía antecedentes por «hurto genérico común». El Comité por la Libertad de los Presos Políticos (CLIPPVE) denunció que Amaro Bustamante pasó al menos quince días en celdas de castigo, sometido a tratos crueles y tortura psicológica, y sus familiares alertaron a las autoridades que intentó suicidarse, pero no se le proporcionó atención médica ni medidas de protección. Sus familiares no pudieron visitarlo durante sus nueve meses de encarcelamiento debido a que la falta de recursos económicos les impedía el traslado desde Cojedes hasta la cárcel de Tocorón, en el estado Aragua.
El CLIPPVE anunció que Lindomar falleció bajo custodia el 3 de mayo de 2025, a los 27 años, tras suicidarse por ahorcamiento, aunque las autoridades no han ofrecido información al respecto. Su cuerpo fue trasladado a Cojedes al día siguiente, el 4 de mayo. Su familia enfrentó limitaciones económicas para cubrir los costos del traslado y del funeral. El CLIPPVE dijo que Jhoandri Silva, un compañero suyo, también «intentó suicidarse» al mismo tiempo y le exigió al Estado sancionar al director del penal, Juan Carlos Quezada, por las condiciones «infrahumanas que se denuncian sobre el penal». 
Tanto el CLIPPVE como el Comité de Madres en Defensa de la Verdad exigieron una investigación de la muerte. La ONG Justicia, Encuentro y Perdón (JEP) extendió su solidaridad a los familiares afectados, destacaron la necesidad de una investigación imparcial, de garantizar la integridad de los detenidos, y expresó su preocupación de que la noticia se conociera  «en un contexto de denuncias previas por maltrato, aislamiento y falta de atención médica». La ONG Caleidoscopio Humano coincidió con que la muerte de Lindomar era responsabilidad del Estado venezolano, y El coordinador de Provea, Óscar Murillo, hizo un llamado urgente a las autoridades a tomar medidas inmediatas para garantizar un trato digno a las personas privadas de libertad.
Para esa fecha, al menos seis detenidos habían fallecidos desde 2024, y la organización de derechos humanos Foro Penal había registrado 906 los presos en Venezuela por razones políticas, seis de ellos detenidos después de las elecciones en el estado Cojedes. El ex-secretario de la Organización de Estados Americanos, Luis Almagro, condenó su muerte, declarando que «La muerte de presos políticos bajo custodia en #Venezuela constituye una grave violación de los derechos humanos y un incumplimiento de las obligaciones del Estado bajo la Convención Americana sobre Derechos Humanos». La lideresa opositora María Corina Machado se unió el rechazo, publicando en Twitter que «Este es uno de los crímenes más horrendos que este régimen ha cometido. Que nadie lo dude: esta muerte tiene UN solo responsable: Maduro».
La coalición opositora de la Plataforma Unitaria condenó el «absoluto silencio oficial» de la gestión de Nicolás Maduro y del sistema judicial venezolano ante la muerte de Lindomar, y recordó que el artículo 43 de la constitución venezolana de 1999 establece la responsabilidad del Estado sobre la vida de los presos en el país. Yul Jabour, miembro del Buró Político del Comité Central del Partido Comunista de Venezuela (PCV), declaró que Amaro fue detenido sólo por protestas y rechazó que fuese acusado y condenado sin una investigación exhaustiva previa.

## Vida personal
Lindomar Amaro tenía una hija menor de edad.